# Kožuchov
Kožuchov (maďarsky Kazsu, Kazsó, německy Kahn) je obec na Slovensku v okrese Trebišov.

## Symboly obce
Podle heraldického rejstříku  má obec následující symboly, které byly přijaty 8. února 2004. Na znaku je figurální motiv neznámého původu podle otisku pečetidla z roku 1786.

### Znak
V modrém štítě stříbřitě oděný muž ve zlatém, stříbrným perem opatřeném klobouku a v zlatých botách, s pravicí v bok, v levici se zlatou číší.

### Vlajka
Vlajka má podobu pěti podélných pruhů modrého, žlutého, modrého, žlutého, bílého v poměru 1:2:1:1:1. Vlajka má poměr stran 2:3 a ukončena je třemi cípy, tj. dvěma zástřihy, sahajícími do třetiny jejího listu.